# David Frankel
David Frankel (Nova York, 2 d'abril de 1959) és un director de cinema estatunidenc. És conegut per haver dirigit dues adaptacions de best-sellers al cinema: El diable es vesteix de Prada i Marley & Mi, i que van tenir èxit.

## Filmografia

### Com a guionista
- 1992: Grapevine (sèrie de televisió)
- 2000: Grapevine (sèrie de televisió)

### Com a director
- 1989: Doctor Doctor (sèrie de televisió)
- 1992: Grapevine (sèrie de televisió)
- 1995: Miami Rhapsodie (Miami Rhapsody)
- 1996: Dear Diary (pilot TV, curtmetratge)
- 1998: From the Earth to the Moon (fulletó TV) (Parts 2,4 i 8) (#3 episodis)
- 2000: Grapevine (sèrie de televisió)
- 2001: Sex and the City (sèrie de televisió) (#6 episodis, 2001-2003)
- 2001: Band of Brothers (Mini-sèrie) (#2 episodis)
- 2002: Just Like You Imagined
- 2002: The Pennsylvania Miners' Story (TV)
- 2004: Entorn (sèrie TV) (#2 episodis)
- 2006: El diable es vesteix de Prada (The Devil Wears Prada)
- 2008: Marley & Mi
- 2011: The Big Year
- 2012: Si vols de debò... (Hope Springs)
- 2013: One Sort
- 2017: Collateral Beauty

## Premis
- Oscar al millor curtmetratge per a Dear Diary[1]